# Coachella (Californië)
Coachella is een plaats (city) in de Amerikaanse staat Californië, en valt bestuurlijk gezien onder Riverside County. De stad ligt in de Coachella Valley in de hete Coloradowoestijn, deel van de grotere Sonorawoestijn.

## Demografie
Bij de volkstelling in 2000 werd het aantal inwoners vastgesteld op 22.724.
In 2006 is het aantal inwoners door het United States Census Bureau geschat op 36.145, een stijging van 13421 (59,1%).

## Geografie
Volgens het United States Census Bureau beslaat de plaats een oppervlakte van
53,9 km², geheel bestaande uit land.

## Plaatsen in de nabije omgeving
De onderstaande figuur toont nabijgelegen plaatsen in een straal van 24 km rond Coachella.